# ابن الحارة (فلم)
ابن الحارة هو فيلم مصري عرض عام 1953، بطولة جلال حرب وليلى فوزي، ومن إخراج عز الدين ذو الفقار.

## قصة الفيلم
جلال مهندس ناجح يحب جارته ليلى حفيدة أحد الباشوات، ولكنه يخفي حبه خوفا من الفوارق الاجتماعية، يشرف عمها على أموالها رغم أنه مقامر، يطمع ابن عم ليلى وهو شاب مستهتر في الزواج منها ليستولي على أموالها، يعرف صدفة أن جلال يحب ليلى فيتحايل عليهما، ويستولي على المال من الطرفين، وتتوالى الأحداث.

## طاقم التمثيل
- جلال حرب: (جلال أحمد أفندي خيري)
- ليلى فوزي: (ليلى هانم الدخيلي)
- فريد شوقي: (عزت بك الدخيلي)
- حسين رياض: (حسين بك الدخيلي)
- فردوس محمد: (والدة جلال)
- محمود شكوكو: (زقلط)
- سميحة أيوب: (جمالات)
- رياض القصبجي: (المعلم دكش الفحلاوي - الجزار)
- علي عبد العال: (الخواجة سيبو ستوجلوبولس)
- سيد سليمان: (مرجان عبد الباسط)
- أحمد الحداد: (المعلم عباس الجمل - الجزمجي)
- محسن حسنين: (أمين مجاهد عبد ربه - السفرجي)
- عبد الحليم القلعاوي: (المعلم حتحوت - القهوجي)
- زينب محمد: (زوجة عباس)
- فهمي أمان: (سرور الزناتي - الحانوتي)
- كيتي: (راقصة)
- زكي الحرامي: (زكي - مدير صالة القمار)
- شلاضيمو: (برعي)
- أنور الخوام: (ميلص - صبي الجزار)
- منير الفنجري: (سفروت - صبي القهوجي)
- عبد المنعم سعودي: (أبو سريع حسنين)
- حسن أبو زيد: (زبون الجزمجي)
- أنور زكي: (أنور)
- أحمد الجزيري: (الخواجة سولي)
- عباس الدالي: (محسب أفندي - كاتب الجزار)
- عبد القادر حسين: (حامل البخور)

## فريق العمل
- إخراج: عز الدين ذو الفقار
- قصة: جلال حرب
- سيناريو: عز الدين ذو الفقار
- حوار: علي الزرقاني
- مدير التصوير: أحمد خورشيد
- مونتاج: حلمي صادق
- موسيقى تصويرية: جلال حرب
- إنتاج: أفلام الجيل الجديد
- توزيع: ستوديو مصر
- تأليف الأغاني: صالح جودت، مأمون الشناوي، فتحي قورة
- ألحان الأغاني: جلال حرب